# Orwell : 2 + 2 = 5
Pour les articles homonymes, voir Orwell.
Pour plus de détails, voir Fiche technique et Distribution.
Orwell : 2 + 2 = 5 est un film documentaire américano-français réalisé par Raoul Peck et sorti en 2025.

## Synopsis
Le documentaire explore la vie et la carrière de l'écrivain britannique George Orwell, en particulier l'écriture du roman Mil neuf cent quatre-vingt-quatre.

## Fiche technique
- Titre original : Orwell : 2 + 2 = 5[1],[2],[3]
- Réalisation : Raoul Peck
- Production : Raoul Peck, Alex Gibney, Nick Shumaker
- Sociétés de production : Velvet Film, Jigsaw Productions, Anonymous Content, Closer Media, Universal Pictures Content Group, Participant
- Société de distribution : Le Pacte (France)[4]
- Format : couleurs
- Pays de production :  France -  États-Unis
- Langue originale : anglais
- Genre : film documentaire
- Durée : 119 minutes
- Dates de sortie : 
  - France : 17 mai 2025 (Festival de Cannes 2025)

## Distinctions

### Sélections
- Festival de Cannes 2025 : sélection officielle, Cannes première